# Virginia (Minnesota)
Virginia ist eine Stadt im St. Louis County in Minnesota. Sie liegt im Nordosten des US-Bundesstaates in der Mesabi Range. Das U.S. Census Bureau hat bei der Volkszählung 2020 eine Einwohnerzahl von 8.421 ermittelt.

## Geografie
Virginia liegt rund 85 Kilometer nordwestlich von Duluth an der U.S. Route 53 und U.S. Route 169. Nach Angaben des United States Census Bureau beträgt die Fläche der Stadt 49,7 Quadratkilometer, davon sind 0,9 Quadratkilometer Wasserflächen.

## Geschichte
Im März 1892 wurde in der Region um Virginia Eisenerzvorkommen entdeckt. Dieses führte zur Gründung des Ortes im September 1892. Der Name Virginia war ein Vorschlag von David T. Adams, einem Erforscher, der in der Gegend nach Erzvorkommen gesucht hatte. Am 18. Juni 1893 wurde der Ort nahezu komplett von einem Feuer zerstört. Wochenlange Dürre hatte zum Ausbruch des Großbrandes geführt. 1894 erhielt der neu aufgebaute Ort die Stadtrechte. Doch am 7. Juni 1900 zerstörte ein Waldbrand, der auf die Stadt übergriff, erneut große Teile von Virginia. Lediglich die außerhalb liegenden Wohngebiete blieben verschont.
Im Eisenerzbergwerk Norman Mina wurden 1911 bei einem Erdrutsch in der Tagebaugrube 14 Arbeiter getötet, 1918 forderte eine Sprengstoffexplosion im Silberbergwerk Silver Mine 18 Todesopfer. Neben dem Bergbau entwickelte sich die Forst- und Holzwirtschaft zu einem zweiten bedeutenden Wirtschaftsfaktor. Seit der zweiten Hälfte des 20. Jahrhunderts sinkt die Bedeutung dieser Wirtschaftszweige immer weiter, sodass heutzutage der Wirtschaftsschwerpunkt im tertiären Sektor im Bereich Tourismus und Erholung liegt.

### Bevölkerungsentwicklung
| 1970   | 1980   | 1990  | 2000  | 2010  | 2020  |
| ------ | ------ | ----- | ----- | ----- | ----- |
| 12.450 | 11.056 | 9.410 | 9.157 | 8.712 | 8.421 |

## Demografische Daten
Nach den Angaben der Volkszählung 2000 leben in Virginia 9157 Menschen in 4333 Haushalten und 2270 Familien. Ethnisch betrachtet setzt sich die Bevölkerung aus 95,2 Prozent weißer Bevölkerung sowie anderen kleineren oder mehreren Gruppen zusammen. 0,8 Prozent der Einwohner zählen sich zu den Hispanics.
In 22,5 % der 4333 Haushalte leben Kinder unter 18 Jahren, in 38,4 % leben verheiratete Ehepaare, in 10,7 % leben weibliche Singles und 47,6 % sind keine familiären Haushalte. 42,6 % aller Haushalte bestehen ausschließlich aus einer einzelnen Person und in 19,6 % leben Alleinstehende über 65 Jahre. Die durchschnittliche Haushaltsgröße liegt bei 2,00 Personen, die von Familien bei 2,73.
Auf die gesamte Stadt bezogen setzt sich die Bevölkerung zusammen aus 19,0 % Einwohnern unter 18 Jahren, 9,4 % zwischen 18 und 24 Jahren, 25,0 % zwischen 25 und 44 Jahren, 23,3 % zwischen 45 und 64 Jahren und 23,2 % über 65 Jahren. Der Median beträgt 43 Jahre. Etwa 53,8 % der Bevölkerung ist weiblich.
Der Median des Einkommens eines Haushaltes beträgt 28.873 USD, der einer Familie 43.419 USD. Das Pro-Kopf-Einkommen liegt bei 17.776 USD. Etwa 15,9 % der Bevölkerung und 10,6 % der Familien leben unterhalb der Armutsgrenze.

## Bildergalerie

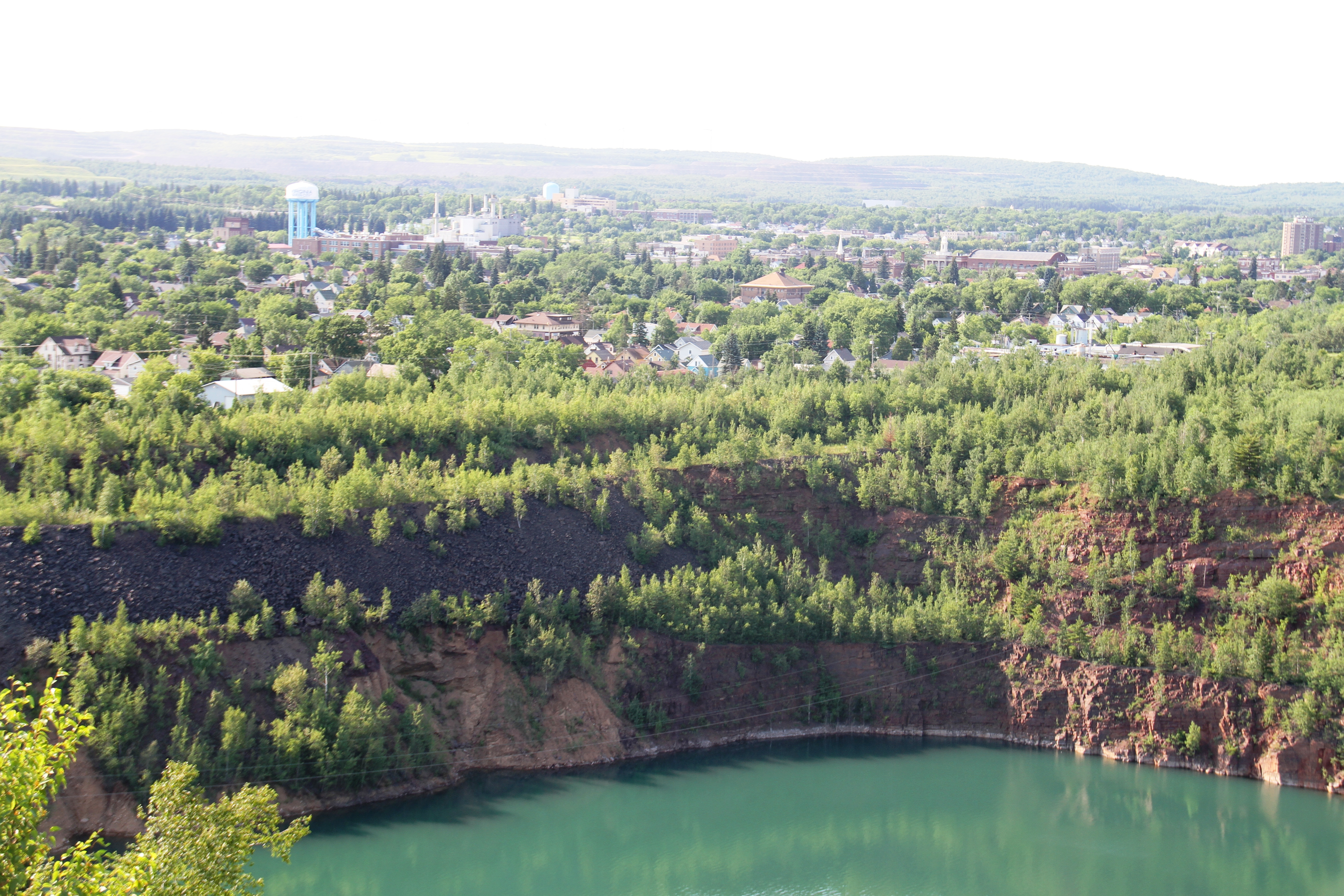
Virginia (2012)
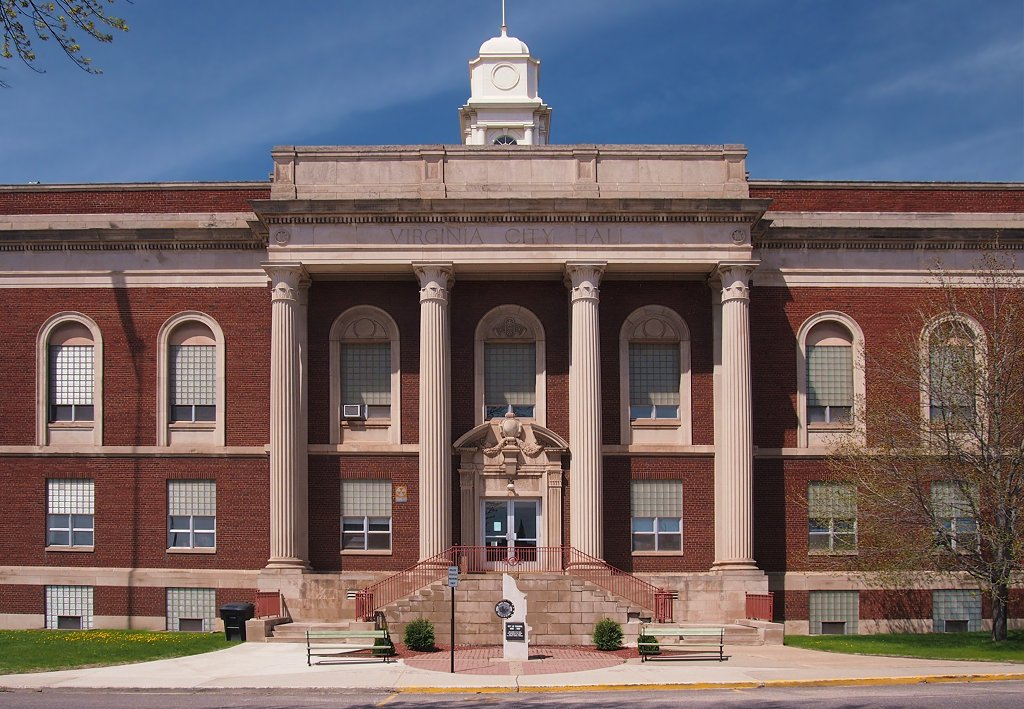
City Hall (2014)
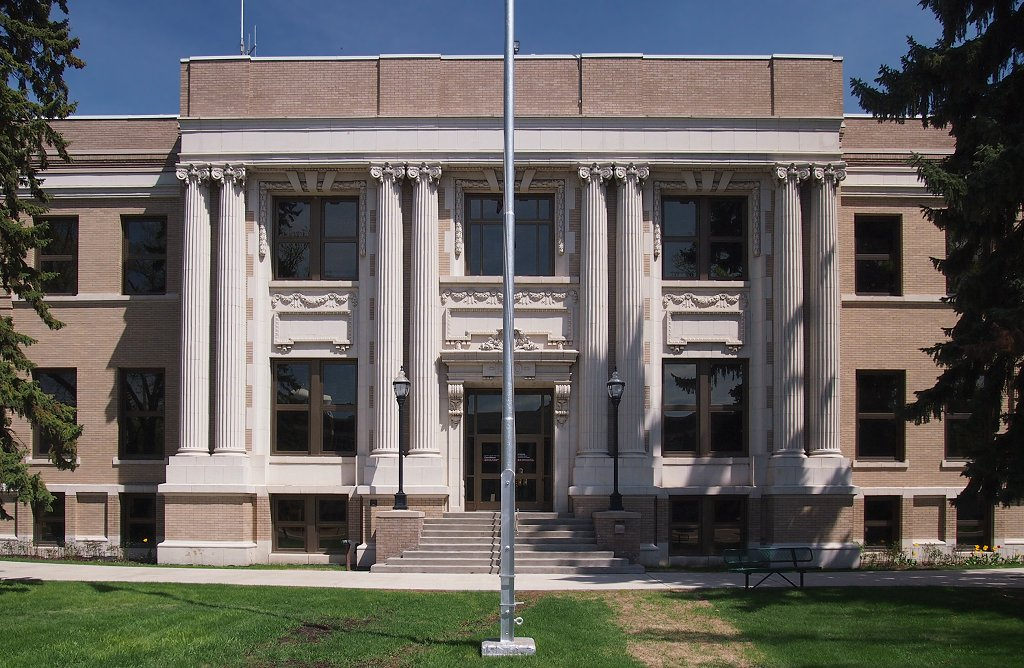
St. Louis County District Courthouse (2014)
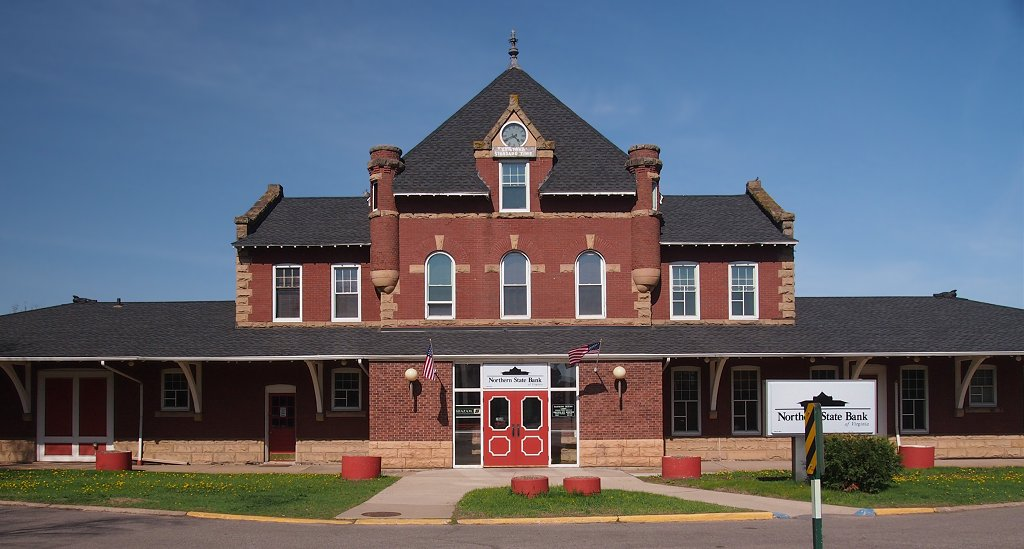
Bahnhof (2014)
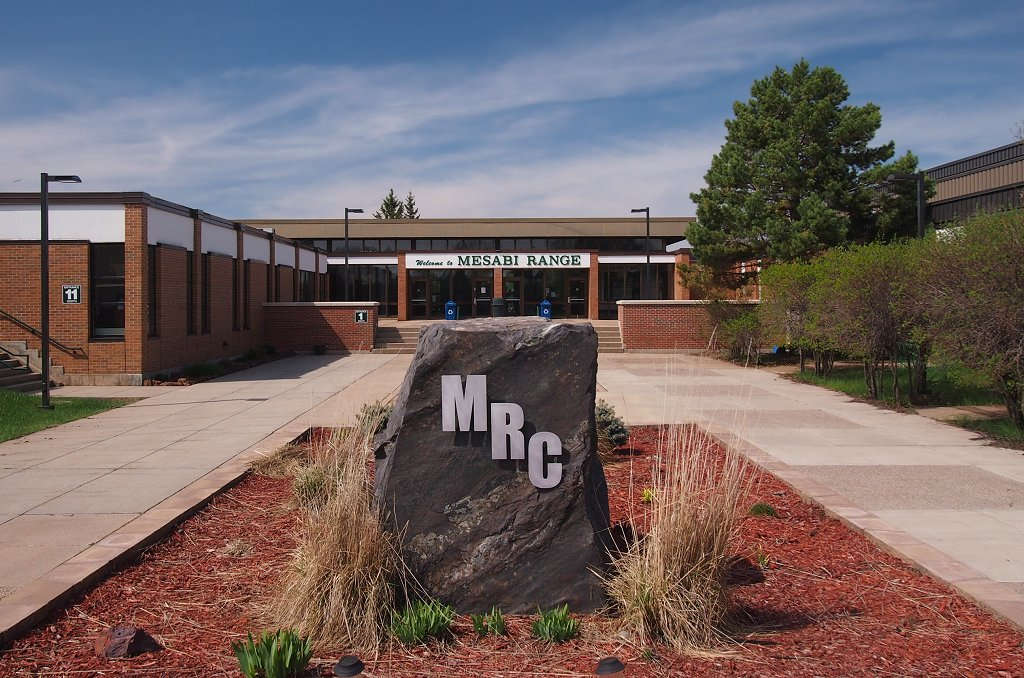
Mesabi Range College (2014)
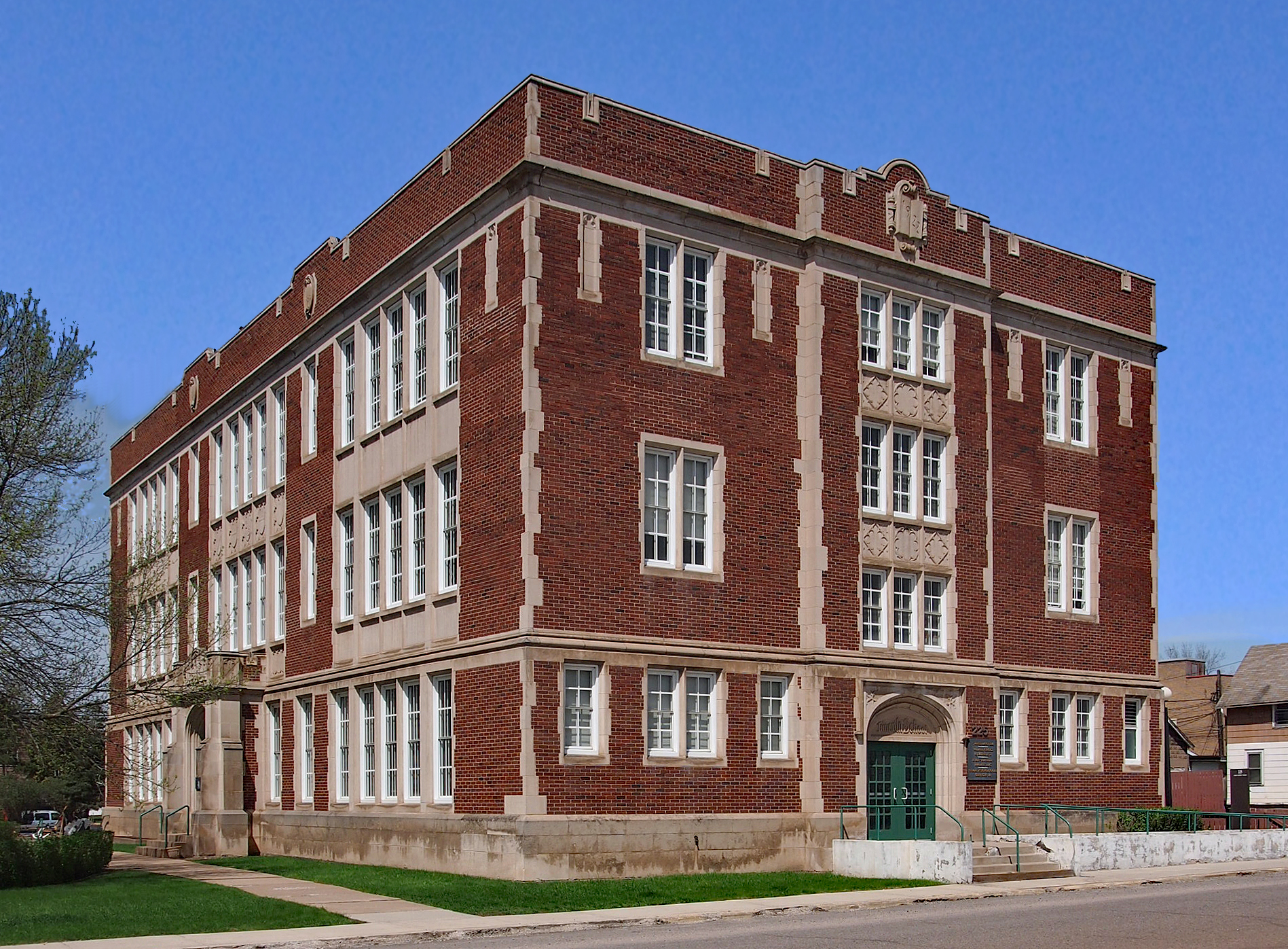
Lincoln School (2014)
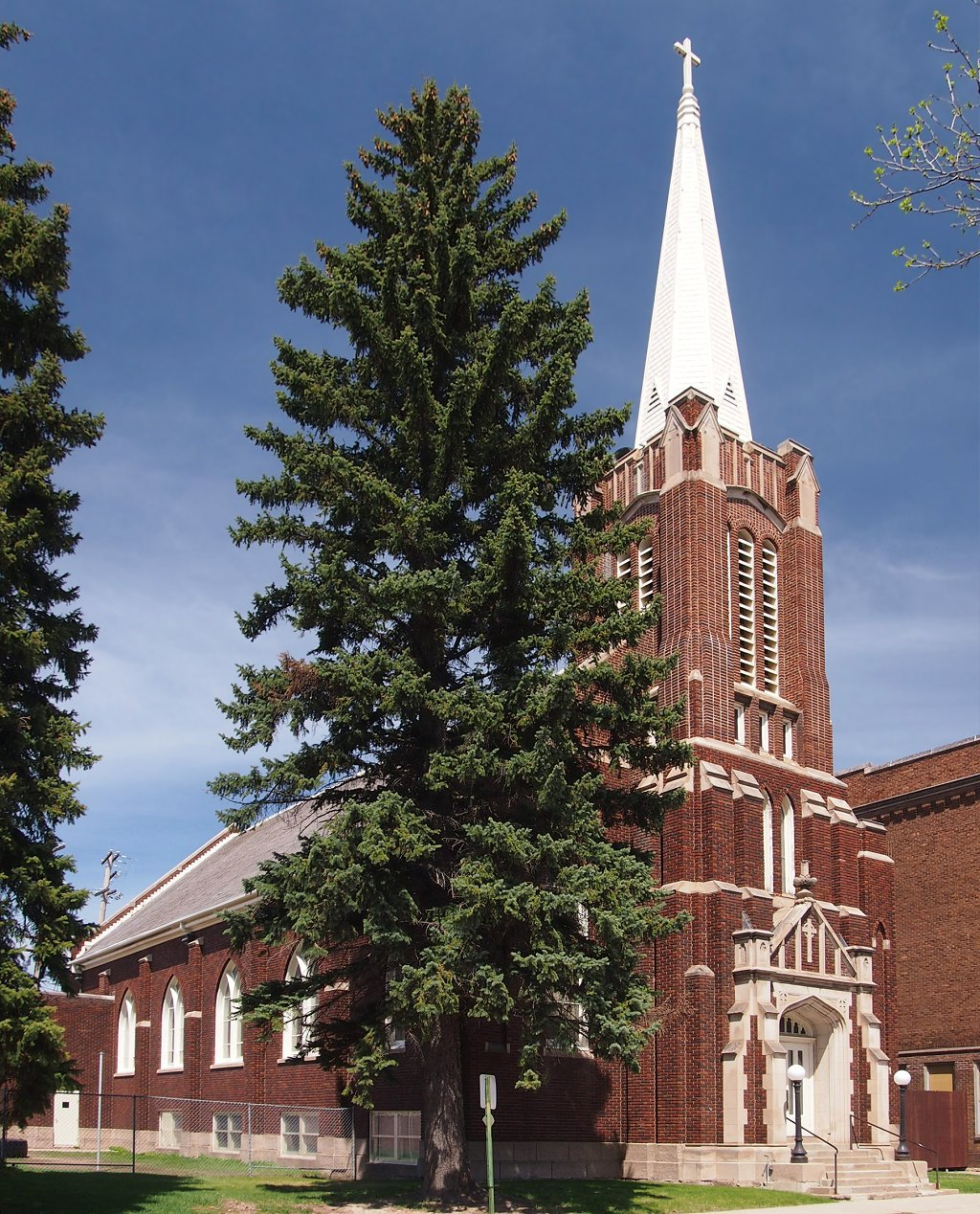
Church of St. John the Baptist (2014)
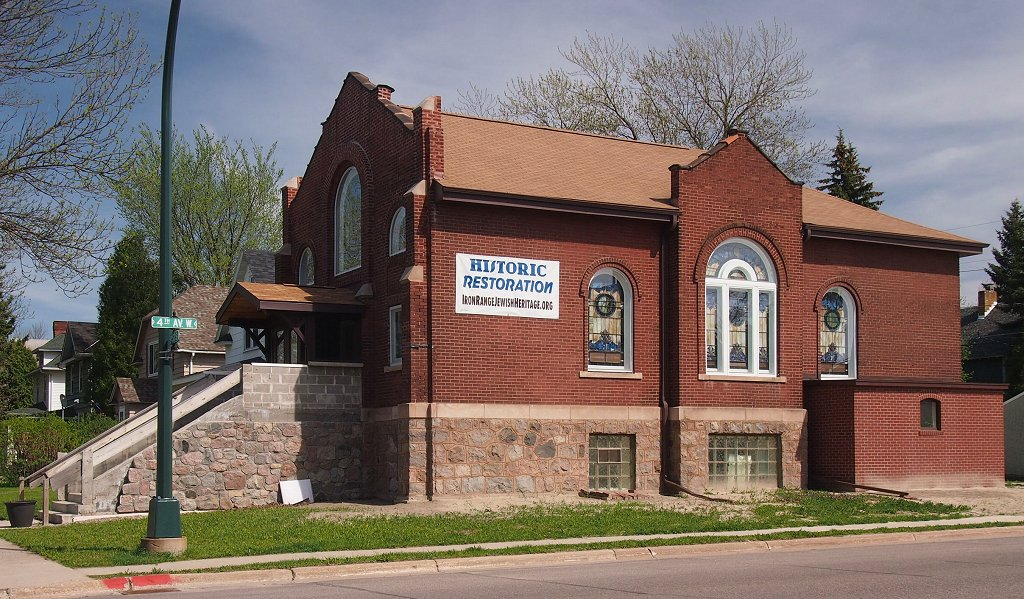
B'nai Abraham Synagogue (2014)
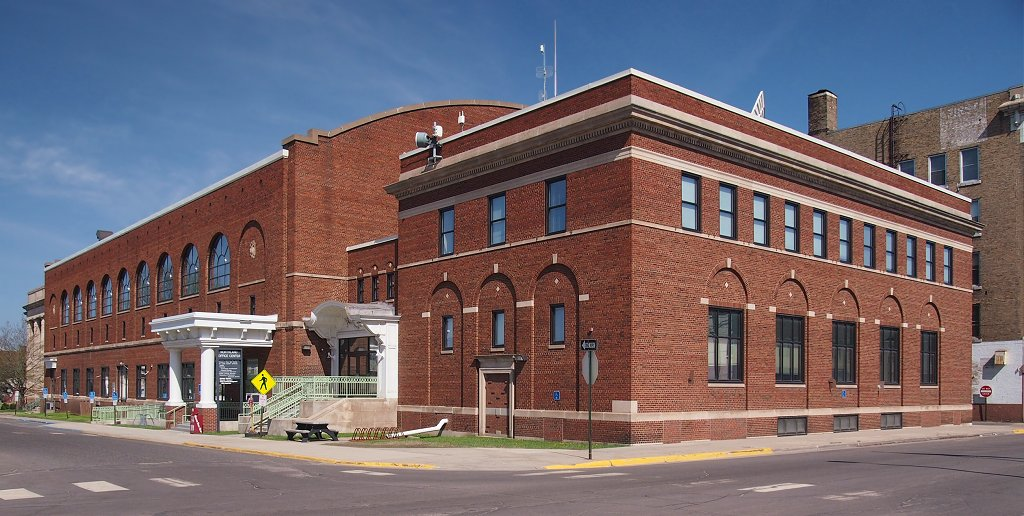
Virginia Recreation Building (2014)

## Söhne und Töchter der Stadt
- Cobb Rooney (1900–1973), American-Football-Spieler
- Robert Mondavi (1913–2008), Pionier des amerikanischen Weinbaus
- Daniel Berrigan (1921–2016), Jesuit, Schriftsteller und Friedensaktivist
- Pete LoPresti (* 1954), Eishockeytorwart
- Mary Seaton (* 1956), Skirennläuferin
- John Harrington (* 1957), Eishockeyspieler und -trainer
- Shawn Rojeski (* 1972), Curler
- Matt Cullen (* 1976), Eishockeyspieler
- Mark Cullen (* 1978), Eishockeyspieler
- Chris Pratt (* 1979), Schauspieler
- Jeff Isaacson (* 1983), Curler
- Matt Niskanen (* 1986), Eishockeyspieler